# De kip en het ei
De kip en het ei is een Nederlandse komedieserie geschreven door Peter Römer. De productie was in handen van John de Mol jr. De serie omvat 22 afleveringen, verdeeld over twee seizoenen. Seizoen 1 werd uitgezonden in 1985, seizoen twee in 1985-1986. De serie was te zien bij de TROS. Het digitale kanaal Comedy Central Family zond de serie regelmatig uit.
De titel van de serie sloeg op de bijnaam de kip van de politie. Na twee seizoenen kwam er  geen vervolg meer op de serie. De gehele serie van 22 afleveringen is op dvd verschenen.

## Verhaal
Vader Rinus (Piet Römer) woont tijdelijk in het huis van zijn zoon Harry (Peter Römer) en schoondochter Thea (Karin Bloemen) omdat hij door renovatie van zijn eigen woning deze tijdelijk moet verlaten. Harry zit dit niet zitten en besluit de kamer van Rinus daarom roze te schilderen om het Rinus zo onaangenaam mogelijk te maken. Thea vindt het juist gezellig dat Rinus tijdelijk komt inwonen terwijl Rinus tegen de verblinding in zijn kamer altijd een zonnebril op heeft. 
Beide heren werken als agent op hetzelfde rustige politiebureau ergens in het land waar Chef Ab (Joop Doderer) de scepter zwaait. De serie ging meer over de moeizame verstandhouding tussen vader en zoon dan over het echte politiewerk. Hoewel ze elkaar geregeld in de haren vliegen, kunnen ze zeker niet zonder elkaar. De dagelijkse gang van zaken wordt geregeld onderbroken als Florrie (Andrea Domburg), de moeder van Thea, op bezoek komt met haar schoothondje Fifi. Rinus maar ook de chef kan slecht overweg met Florrie. De chef is vrijgezel en eet bijna altijd diepvriesmaaltijden. Een andere agent (Leo) wordt gespeeld door Ricardo Sibelo. De collega's van Rinus en Harry spelen ook een rol in de komische verwikkelingen op het politiebureau.
In de tweede reeks wordt agent Leo vervangen door agent Evert gespeeld door Maarten Spanjer en verschijn een typiste Wieke van der Molen gespeeld door Moniek Kramer. In de loop van de reeks wordt het politiebureau gesloten en start Rinus na verloop van tijd een detectivebureau samen met de chef. Karin Bloemen speelde niet meer mee omdat zij in Brussel andere verplichtingen had maar keerde later weer terug.

## Rolverdeling
- Piet Römer - Rinus Dageraad (seizoen 1 & 2)
- Peter Römer - Harry Dageraad (seizoen 1 & 2)
- Karin Bloemen - Thea Dageraad (seizoen 1 & 2)
- Andrea Domburg - Florrie (seizoen 1 & 2)
- Joop Doderer - chef Ab (seizoen 1 & 2)
- Ricardo Sibelo - Leo (seizoen 1)
- Maarten Spanjer - Evert (seizoen 2)
- Moniek Kramer- Wieke (seizoen 2)

## Gastrollen
- Piet Bambergen als schilder
- Jos Brink als dame
- Gerard Cox als eigenaar gestolen fiets
- Rudi Falkenhagen als voddenman en inbreker
- Michiel Kerbosch als Italiaan
- Allard van der Scheer als burgemeester

## Afleveringen
Seizoen 1 (1985)
- Aflevering 1: Gezinsuitbreiding
- Aflevering 2: Wanklanken
- Aflevering 3: Erezaak
- Aflevering 4: Mens sauna
- Aflevering 5: Zuinigheid met vlijt…
- Aflevering 6: Corruptie
- Aflevering 7: Een gespleten persoon
- Aflevering 8: Avonddienst
- Aflevering 9: Ziekenbezoek
- Aflevering 10: De vlooienplaag

Seizoen 2 (1985-1986)
- Aflevering 1: Thea’s afscheid
- Aflevering 2: Opfrisverlof
- Aflevering 3: Bloemen of ’n ezel?
- Aflevering 4: Florrie’s romance
- Aflevering 5: Thea komt thuis
- Aflevering 6: De rozenoorlog
- Aflevering 7: Wie is wie
- Aflevering 8: 250 pop of nop
- Aflevering 9: Een snipperdag
- Aflevering 10: Acapulco
- Aflevering 11: In de kou!
- Aflevering 12: Wat een feest…!